# Міністерство культури та національної спадщини Польщі
Міністерство культури та національної спадщини Польщі (пол. Ministerstwo Kultury i Dziedzictwa Narodowego Rzeczypospolitej Polskiej) створено 31 жовтня 2005 шляхом реорганізації Міністерства культури Республіки Польща.
Міністерство культури було утворено в 1944.
Міністерство має справу з різними аспектами польської культури.
Від 2023 пост міністра займає Бартоломей Сенкевич.

## Завдання
Основні функції Міністерства культури та національної спадщини Республіки Польща полягають у реалізації державної політики у сфері культури, мистецтва, охорони культурної спадщини та архівної справи. До ключових завдань відомства належать:
- Формування державного бюджету в частині, що стосується діяльності міністерства, та підготовка відповідних бюджетних проектів.
- Координація та опіка над такими галузями культури: театр, музика, балет, опера, виконавське мистецтво, образотворче мистецтво, література, музеєзнавство, народна культура, культурна освіта, аматорський художній рух та міжнародний культурний обмін.
- Правова діяльність, що включає розробку та надання висновків щодо проєктів нормативно-правових актів у межах компетенції міністерства.
- Координація політики з охорони пам’яток, включаючи реалізацію заходів з консервації та популяризації культурної спадщини.
- Підтримка національних традицій через ініціювання програм з популяризації історичної пам’яті та державних символів.
- Нагляд за художньою освітою на всіх рівнях, включно з профільними навчальними закладами.
- Реалізація аудіовізуальної політики, зокрема в галузі кіно, телебачення та цифрової культури.
- Адміністративний нагляд за діяльністю Державного архіву через Генерального директора.

## Історія
Уперше функції, пов’язані з культурною політикою, були закріплені за міністром освіти та релігійних справ Тимчасового уряду Регентської ради. До його компетенції входило опікування літературою, мистецтвом, архівами, публічними бібліотеками, читальнями, театрами та музеями.
Міністерство мистецтва і культури було офіційно створено 5 грудня 1918 року, однак 17 лютого 1922 року було ліквідовано на підставі закону, ухваленого з міркувань економії та адміністративної оптимізації. Його повноваження перейшли до Міністерства релігійних визнань і народної освіти (MWRiOP). У складі цього відомства до 1931 року діяв Департамент мистецтв, який певний час очолював художник Юліан Фаулат.
У період Другої світової війни, 1944 року, в структурі Польського комітету національного визволення було відновлено Міністерство культури і мистецтва, яке очолив Вінценті Жимовський. Після утворення Тимчасового уряду Республіки Польща 31 грудня 1944 року Жимовський залишився на посаді міністра культури. 2 травня 1945 року його замінив Едмунд Залевський. Після формування Тимчасового уряду національної єдності 28 червня 1945 року, який був міжнародно визнаний як легітимний уряд Польщі, міністром культури став Владислав Ковальський.

### Сучасний етап
Міністерство культури та національної спадщини у сучасному вигляді було створено 26 жовтня 1999 року (діє з 10 листопада того ж року). У період з 20 жовтня 2001 року до 31 жовтня 2005 року відомство функціонувало під назвою Міністерство культури.
1 березня 2021 року набрала чинності Постанова Ради Міністрів від 10 лютого 2021 року, згідно з якою було утворено Міністерство культури, національної спадщини та спорту шляхом реорганізації попереднього міністерства та ліквідації Міністерства спорту. Однак уже 26 жовтня 2021 року структура повернулася до попередньої назви — Міністерство культури та національної спадщини.

## Організаційна структура
Міністерство складається з Політичного кабінету Міністра та таких організаційних підрозділів:
- Департамент безпеки та кризового менеджменту
- Департамент культурної спадщини
- Департамент культурної спадщини за кордоном та меморіальних місць
- Фінансовий відділ
- Департамент фондів та європейських справ
- Законодавчий відділ
- Департамент державного патронату
- Кафедра медіа та креативних індустрій
- Департамент нагляду за власністю
- Департамент національних культурних установ
- Департамент охорони пам'яток
- Департамент авторського права та кіно
- Юридичний відділ
- Кафедра художньої освіти
- Відділ міжнародного співробітництва
- Управління внутрішнього аудиту та контролю
- Офіс генерального директора
- Фінансово-бухгалтерське управління
- Відділ кадрів та навчання
- Офіс Міністра
- Інформаційний центр.

Орган, що контролюється міністром:
- Генеральний директор Державного архіву

- Організаційні одиниці, підпорядковані міністру або керовані ним:

- Організаційні одиниці:
  - Центр діалогу імені Юліуша Мєрошевського
  - Штаб-квартира Державного архіву
  - Польський інститут кіномистецтва
  - Фонд – Національний інститут Оссолінського
- Науково-дослідний інститут:
  - Інститут солідарності та мужності імені Вітольда Пілецького
- Культурні заклади:
  - Національна бібліотека
  - Національний центр кінокультури
  - Центр розвитку креативних індустрій
  - Центр польської скульптури в Оронську
  - Центр сучасного мистецтва замку Уяздовський
  - Центр аудіовізуальних технологій
  - Палацово-парковий комплекс у Радзейовицях
  - Національна філармонія у Варшаві
  - Національний кіноархів – Аудіовізуальний інститут
  - Інститут Адама Міцкевича
  - Інститут європейської мережі пам'яті та солідарності
  - Інститут книги
  - Театральний інститут імені Збігнєва Рашевського у Варшаві
  - Міжнародний культурний центр у Кракові
  - Музей історії Польщі у Варшаві
  - Королівський музей Лазєнки у Варшаві
  - Національний музей у Кракові
  - Національний музей у Познані
  - Національний музей у Варшаві
  - Музей палацу короля Яна III у Вілянові
  - Музей Штутгофа в Штутовому
  - Музей японського мистецтва та технологій Манггха
  - Музей Другої світової війни в Гданську
  - Музей замку Мальборк
  - Музей Краківської солеварні у Величці
  - Національний центр культури
  - Національний морський музей у Гданську
  - Національний інститут імені Фридерика Шопена
  - Національний інститут архітектури та містобудування
  - Національний інститут спадщини
  - Національний інститут музеїв Польщі
  - Національний інститут музики та танцю у Варшаві
  - Національний інститут польської культурної спадщини за кордоном «Полоніка»
  - Національний старий театр імені Гелени Моджеєвської у Кракові
  - Державний музей у Майданеку в Любліні
  - Державний музей Аушвіц-Біркенау в Освенцімі
  - Національний видавничий інститут
  - Польська королівська опера
  - Польський оркестр Sinfonia Iuventus
  - Польське музичне видавництво
  - Кіностудія «Кроніка»
  - Кіностудія «Кадр»
  - Кіностудія «Тор»
  - Кіностудія «Зебра»
  - Студія анімаційного кіно
  - Студійні мініатюрні фільми
  - Національний театр
  - Великий театр – Національна опера
  - Студія документальних та художніх фільмів
  - Королівський замок Вавель – Державні художні колекції
  - Королівський замок у Варшаві – музей. Резиденція королів та Республіки
  - Zachęta – Національна галерея мистецтв
  - Єврейський історичний інститут Емануеля Рінгельблюма
- Культурні заклади, що перебувають під співкерівництвом міністра та внесені до реєстру, що ведеться міністром:
  - Європейський музичний центр Кшиштофа Пендерецького в Люславіце
  - Європейський кіноцентр Camerimage у Торуні
  - Музей пам'яті та ідентичності імені святого Івана Павла II у Торуні
  - Музей Івана Павла ІІ та примаса Вишинського
  - Національний музей у Кельце
  - Національний музей у Вроцлаві
  - Музей історії польських євреїв Полін
  - Музей поляків, що рятують євреїв у Другій світовій війні. Родина Ульма в Марковій.
  - Замок Сілезької династії П'ястів у Бжезі
  - Музей мистецтв у Лодзі
  - Музей сучасного мистецтва у Варшаві
  - Музей – Ланьцутський замок
  - Музей Юзефа Пілсудського в Сулейовеку
  - Національний музей технологій у Варшаві
  - Національний симфонічний оркестр Польського радіо в Катовіце
- Культурні заклади, якими керує міністр, та які внесені до реєстрів, що ведуться органами місцевого самоврядування:
  - Центральний музей військовополонених
  - Центр Падеревського в Консі Дольній
  - Центр сучасного мистецтва «Знаки часу» в Торуні
  - EC1 Łódź – місто культури в Лодзі
  - Європейський центр солідарності
  - Філармонічний оркестр Мечислава Карловича в Щецині
  - Підкарпатський філармонічний оркестр імені Артура Малавського в Жешові
  - Поморський філармонічний оркестр імені Ігнація Яна Падеревського в Бидгощі
  - Зеленогурський філармонічний оркестр імені Тадеуша Бейрда в м. Зелена Гура
  - Родинний будинок-музей Святого Отця Івана Павла II у Вадовіцах
  - Будинок-музей Пілецьких в Оструві-Мазовецькій
  - Музей літератури імені Адама Міцкевича у Варшаві
  - Національний музей у Любліні
  - Національний музей у Гданську
  - Національний музей у Щецині
  - Сілезький музей у Катовіце
  - Музей Польської Народної Республіки (в організації)
  - Музей проклятих солдатів в Остроленці
  - Національний музичний форум
  - Підляська опера та філармонія – Центр європейського мистецтва в Білостоці
  - Opera Nova – державна опера в Бидгощі
  - Вроцлавська опера
  - Центр мистецтв, культур та націй «Прикордоння» у Сейнах
  - Центр театральної практики Гардзеніце
  - Центр пам'яті та майбутнього
  - Мазовський державний народний ансамбль пісні і танцю імені Тадеуша Сигетинського
  - Театр імені Стефана Ярача в Ольштині
  - Театр польської класики у Варшаві
  - Польський театр імені Арнольда Шифмана у Варшаві
  - Польський театр у Вроцлаві
  - Великий театр імені Станіслава Монюшка в Познані
  - Вершалінський театр у Супраслі
  - Театр «Вибжеже» у Гданську
  - Єврейський театр імені Естер Рахель та Іди Камінської – Центр мистецтва їдиш
  - Ансамбль пісні і танцю «Śląsk» імені Станіслава Гадини в Кошеціні
- Університети, художні школи та інші підрозділи системи освіти:
  - Музична академія імені Фелікса Нововейського в Бидгощі
  - Музична академія імені Станіслава Монюшка в Гданську
  - Музична академія імені Кароля Шимановського в Катовіце
  - Музична академія в Кракові
  - Академія музики імені Гражини та Кейстута Бацевичів у Лодзі
  - Академія музики імені Ігнація Яна Падеревського в Познані
  - Академія музики імені Кароля Ліпінського у Вроцлаві
  - Музичний університет Фредеріка Шопена у Варшаві
  - Академія образотворчих мистецтв у Гданську
  - Академія образотворчих мистецтв у Катовіце
  - Академія образотворчих мистецтв Яна Матейка у Кракові
  - Академія образотворчого мистецтва Владислава Стржемінського в Лодзі
  - Академія образотворчих мистецтв у Варшаві
  - Академія образотворчого мистецтва Євгеніуша Гепперта у Вроцлаві
  - Академія мистецтв у Щецині
  - Театральна академія імені Александра Зельверовича у Варшаві
  - Університет мистецтв у Познані
  - Академія театрального мистецтва Станіслава Виспянського у Кракові
  - Національна школа кіно, телебачення та театру імені Леона Шиллера в Лодзі
  - Центр художньої освіти у Варшаві
  - Державні та приватні школи та мистецькі заклади
  - Заклади, що забезпечують догляд та навчання студентів художніх шкіл під час навчання поза місцем їхнього постійного проживання

## Бюджет
Видатки на культуру передбачені статтею 24 бюджету Польщі і за період 2004–2014 роки виросли від 1,29 до 2,98 млрд злотих (бл. 790 млн USD), що складає відповідно від 0,65% до 0,92% загального бюджету Польщі. 
Станом на 2014 рік ці видатки забезпечували діяльність 351 закладу (в тому числі 257 мистецьких шкіл, 33 архівні заклади) та 101 організації (в тому числі 48 державних та 31 регіональну інституцію, а також 19 закладів вищої освіти мистецького спрямування). 
Найбільша частина видатків припадає на розділ «Культура та спадщина», що включає, зокрема, 416,7 млн злотих — на фінансування музеїв, 226,3 млн — центрів культури й мистецтв, 167,8 млн — театрів, 142,5 млн — архівів, 92,9 млн — на охорону культурної спадщини, 88,5 млн — бібліотек, 62,8 — філармоній та музичних колективів. 
Іншими великими розділами є «Вища мистецька освіта» — 538.7 млн злотих і «Освіта та виховання» — 814,4 млн злотих.